# Ortygia
Ortygia és una característica d'albedo a la superfície de Mart, localitzada amb el sistema de coordenades planetocèntriques a 59.71 ° latitud N i 360 ° longitud E. El nom va ser aprovat per la UAI l'any 1958 i fa referència a Ortígia, nom antic de l'illa de Delos.